# Uimitoarele aventuri ale muschetarilor
Uimitoarele aventuri ale muschetarilor, menționat uneori Uimitoarele aventuri ale mușchetarilor, este un film de animație românesc din 1988, regizat de Victor Antonescu, care adaptează într-o cheie parodică romanul Cei trei mușchetari (1844) al lui Alexandre Dumas. Acțiunea filmului are loc într-o lume în care trăiesc șoareci, pisici și câini antropomorfi.
Lungmetrajul adună episoadele unui serial de animație intitulat Cei trei muschetari (1983–1987), realizat anterior de Victor Antonescu. Acțiunea filmului urmărește peripețiile unor șoricei deveniți muschetari, care, cu ajutorul unei familii canine regale (Rex, Rexy și Puf), se confruntă într-o serie de aventuri de capă și spadă cu o bandă de motani, transformați, după lecturarea romanului lui Dumas, în „zgărzile cardinalului”, sub conducerea diabolicului cardinal Michelieu și a intrigantei Miaulady. Ciocnirea celor două tabere respectă regulile duelului medieval, dar generează, de asemenea, o sumedenie de efecte comice, dovedind apetitul regizorului pentru parodie.
Acest film de animație a fost popular la sfârșitul anilor 1980, iar criticii epocii au evidențiat în cronicile lor personajele atractive, aventurile spectaculoase și umorul savuros. Succesul comercial al serialului (și, ulterior, al lungmetrajului) i-a determinat pe conducătorii studiului Animafilm să-i propună regizorului să realizeze un nou serial de animație cu un subiect similar. În consecință, Victor Antonescu a început să lucreze la un serial nou intitulat Noile aventuri ale muschetarilor, care, ca urmare a schimbărilor aduse de Revoluția Română din 1989, nu a mai fost finalizat.

## Rezumat
Un grup de șoricei și o familie de pisici care locuiesc în interiorul unei case (șoriceii la etaj, iar pisicile la mansardă) își amintesc o serie de aventuri prin care au trecut mai demult. Fiecare dintre ei își amintește însă aventurile în mod diferit: motanul Michelieu susține că i-a învins pe șoricei, în timp ce șoriceii, care ascultă conversația prin intermediul hornului casei, îl contrazic și spun că ei au învins. Michelieu povestește pisoilor săi că a pătruns într-o noapte, împreună cu un grup de motani, într-o carmangerie și s-a înfruptat din toate bunătățile de acolo. A doua zi, văzând dezastrul făcut de motani, proprietarul prăvăliei a adus doi câini și un cățeluș pentru a păzi cămara, iar motanii au fost alungați.
Câtva timp mai târziu, în timp ce erau urmăriți de motanul Rockfort din grupul lui Michelieu, cei trei șoricei din carmangerie descoperă cartea Cei trei mușchetari a lui Dumas și încep să o citească împreună. Pe măsură ce se adâncesc în poveste, curajul lor crește, făcându-i să se transpună la un moment dat în rolurile eroilor cărții și să devină la fel de uniți ca aceștia. Derutați de curajul șoriceilor, Michelieu îl trimite pe Rockfort să fure cartea și o citește la rândul său. Astfel, șoriceii ingenioși și nostimi devin muschetari și încep o luptă pe viață și pe moarte cu banda de motani agresivi, necinstiți și nu prea inteligenți (transformați în „zgărzile cardinalului”), conduși de Michelieu (care preia rolul cardinalului). Șoriceii depun jurământul „toți pentru unul și unul pentru toți”, în timp ce motanii depun un jurământ diferit, rostit de cardinal, care sună astfel: „Fiecare pentru el și toți pentru mine. Să împărțim bucuriile, iar necazurile să vă aparțină. Jurăm să respectăm scenariul fotogramă cu fotogramă”.
Celor trei muschetari li se alătură D'Artagnan, un șoricel sosit tocmai din Bastonia sau Castronia, care, după o primă înfruntare cu banda de motani, se dovedește a fi cel mai viteaz dintre ei. Înfruntarea celor două grupuri are loc sub forma unor urmăriri alerte, a unor răpiri iscusite și a unor dueluri acrobatice, fără însă ca vătămările să devină grave. Șoriceii și motanii constată că lipsesc unele personaje din roman și solicită ca familia de câini care păzea carmangeria să medieze conflictul dintre cardinali și muschetari. Conflictul se animă odată cu apariția pisicii Miaulady, care devine complicea cardinalului și pune la cale un plan diabolic pentru prinderea muschetarilor cu ajutorul unei curse mecanice cu piese japoneze. Observând comportamentul necinstit al motanilor, câinii se aliază cu șoriceii. Miaulady folosește apoi un clește care imită mușcătura șoriceilor și compostează mai multe alimente din cămară, încercând astfel să creeze un conflict între câini și șoricei, dar planul ei este descoperit. Într-o noapte motanii îl răpesc pe cățelușul Puf, care obișnuia să-i alerteze pe muschetari, și încearcă să pătrundă în încăperea unde dormeau șoriceii, dar eșuează din cauza existenței a mai multor capcane. Prin intermediul unui mesaj fals prin care cățelușul anunța că este răpit și cerea ajutor, cei trei muschetari sunt atrași într-o clădire fortificată și devin prizonieri, dar reușesc să evadeze cu ajutorul lui D'Artagnan.
Cățelușul Puf este mutat ca prizonier pe nava lui Rockfort, în timp ce muschetarii sunt făcuți să creadă că s-ar afla în castel. Șoriceii pătrund în castel și ridică podul de acces, fiind supuși apoi unui asediu de către motani. Michelieu îi amenință pe șoricei că va arunca în aer castelul dacă nu se vor preda și-i ordonă lui Rockfort să dea foc fitilului la o anumită oră, dar șoriceii reușesc să fugă din castel cu ajutorul unui deltaplan, după ce coboară podul de acces. Observând că podul a fost coborât, motanii cred că șoriceii se predau și dau buzna în castel, unde sunt surprinși de explozia declanșată de Rockfort. Mai târziu, câinele Rex pune mâna pe o hârtie care-i căzuse cardinalului și descoperă astfel, din întâmplare, că Puf a fost dus pe una din navele motanilor. Muschetarii pun la cale, împreună cu Rex, un plan pentru eliberarea lui Puf: câinele înoată până la nava lui Rockfort, care se afla deja în larg, în timp ce șoriceii se strecoară pe nava cardinalului. Cele două nave pornesc către Insula Fericirii Motanilor, dar, pe drum, Rex și șoriceii înalță pe catarg steagul piraților, făcând ca cele două nave să se bombardeze între ele. Între timp, Rex reușește să-l găsească pe Puf și înoată amândoi către țărm, iar șoriceii se evacuează cu barca de salvare. Cele două corăbii se scufundă, dar motanii anunță că-și vor lua revanșa.

## Distribuție (voci)
- Dem Rădulescu — cardinalul Michelieu, un motan cu comportament diabolic[5][8][12][23]
- Rodica Tapalagă — pisica Miaulady, complicea intrigantă a cardinalului[5][8][12][23]
- Anda Călugăreanu — șoricelul D'Artagnan[5][8][12][23]
- Valeria Ogășanu — Bona, iubita lui D'Artagnan[12][23]
- Virgil Ogășanu — Rex, câinele de pază al cămării cu bunătăți, tatăl lui Puf[5][12][23]
- Alexandru Arșinel — Rockfort, un motan cu opercul, aghiotantul cardinalului[5][12][23]
- Mihai Mălaimare — un motan din grupul lui Michelieu[5][12][23]
- Mariana Mihuț — Rexy, partenera lui Rex, mama lui Puf[5][12][23]
- Alexandrina Halic[12][23]
- Brândușa Zaița Silvestru — al doilea muschetar (menționată Zaița Silvestru)[5][12][23][24]
- Genoveva Preda[12][23]

## Producție

### Ideea
Presa românească din perioada celui de-al Doilea Război Mondial menționează că o primă încercare autohtonă de ecranizare într-un film de animație a romanului Cei trei mușchetari (1844) al scriitorului francez Alexandre Dumas a fost realizată în anul 1943 de caricaturistul Mihail Gion (1912–1993).
Regizorul Victor Antonescu (n. 1936), un „desenator receptiv la gustul publicului, dar mai puțin capabil să-l epateze la rândul lui” (după cum îl descria criticul Dinu-Ioan Nicula) ce se lansase prin serialul Robinson Crusoe (1972), transformat aproape imediat în lungmetraj, a coordonat realizarea la sfârșitul anilor 1970 a serialului de animație Aventuri submarine (1978–1980) și a colaborat apoi la realizarea câtorva episoade ale serialului Misiunea spațială Delta (1980–1983). Bogata sa activitate în domeniul realizării filmelor de animație l-a impus pe Victor Antonescu ca unul dintre profesioniștii cei mai încercați ai acestei arte. Fiind contaminat, potrivit criticului Dinu-Ioan Nicula, de „patima lucrului pe bandă rulantă”, el a realizat la începutul anilor 1980 (mai precis, începând din 1982 sau, după alte surse, din 1983) un serial de animație intitulat Cei trei mușchetari, care adapta liber și într-o cheie parodică romanul omonim al lui Alexandre Dumas, plecând de la șoareci și pisici (personaje familiare desenului animat) și de la conflictul lor veșnic.
Adaptarea romanului Cei trei mușchetari (1844) era cel mai vechi proiect al cineastului, fiind anterior filmului cu Robinson, dar nu a putut fi realizată decât la începutul anilor 1980. De altfel, Lucia Olteanu, directoarea studioului „Animafilm”, menționa acest proiect al lui Victor Antonescu încă din noiembrie 1971, într-un interviu publicat în revista Contemporanul; serialul Cei trei muschetari urma a fi realizat după încheierea lucrului la lungmetrajul Robinson Crusoe.
Antonescu, care era un bun cunoscător al psihologiei copiilor, a introdus în film unele dintre intrigile cărții și pe eroii acesteia: cei trei muschetari, plus D'Artagnan, cardinalul, gărzile sale, contele de Rochefort și intriganta Milady. Pentru a fi pe gustul micilor spectatori, rolul personajelor cărții a fost preluat de șoricei și motani. Șoriceii joacă rolurile celor trei muschetari și D'Artagnan, iar motanii pe cele ale gărzilor cardinalului; banda motanilor este condusă de un șef crud și viclean numit Michelieu (al cărui nume amintește astfel de cardinalul Richelieu), ajutat de aghiotantul Rockfort (asemănător contelui de Rochefort) și de intriganta Miaulady, o variantă zoomorfă a aventurierei Milady.

### Serialul
Primul episod al serialului a fost intitulat „Lectura” și, conform prezentării sale în presă din februarie 1983, prezenta găsirea cărții de către șoricei și transpunerea lor în rolurile muschetarilor. Victor Antonescu, care era autorul scenariului și decorurilor și, în același timp, regizorul filmului, coordona o echipă numeroasă de desenatori (Sorin Andreescu, Ivonne Cezar, Adrian Hoble, Velica Stoica, Andrei Zlătescu și Cristian Marcu) și de animatori tineri și foarte talentați (Valentin Eliseu, Anca Dumitru, Virgil Toader, Florin Săceanu, Mihai Șurubaru și Valentin Baciu), dar a ținut ulterior să-i remarce pe doi dintre ei (Valentin Eliseu și Anca Dumitru), care i-au devenit „mâna dreaptă”. Echipa de producție a lucrat în tehnica animației clasice specifică lui Walt Disney: personajele erau desenate, în toate fazele mișcării, pe coli de celuloid (denumite „acetofane”), care erau suprapuse pe câte un decor fix. Animația clasică de tip Disney, caracterizată printr-un ritm vioi și un număr mare de gaguri, era combinată pe alocuri cu o animație mai modernă de tipul Hanna și Barbera (reacțiile întârziate ale personajelor) sau McLaren (gagul absurd). Spre deosebire de filmele anterioare de animație, care se bazau pe desenul simplificat, Antonescu a pus accentul aici pe excesul de culoare și pe complexitatea animației. Episoadele serialului au fost concepute fără dialoguri, pentru a fi difuzate mai ușor în străinătate ca urmare a eliminării costurilor suplimentare de subtitrare sau dublaj, iar cuvintele au fost înlocuite cu gesturi exprese ale personajelor.
Filmul se caracterizează prin inventivitate, umor și dezinvoltură și folosește mai multe tipuri de comic: comicul de situații, comicul de nume și comicul de limbaj. Abundă, îndeosebi, comicul de situații, care iese în evidență în numărul mare de gaguri, ce se succed permanent, inclusiv în cadrul secvențelor cu un număr redus de fotograme (ca, de exemplu, în secvența „tăierii” șoricelului în felii de salam cu fiecare clipire a pleoapelor motanului, transformate într-o ghilotină). Nu s-a mizat pe gagul mecanic, cu exces de lovituri, iar din acest motiv conflictul celor două grupuri nu devine în niciun moment grav, ci păstrează permanent un ton voios și parodic, deloc vulgar, reușind astfel să nu cadă în desuetudine. Filmul conține, de asemenea, anacronisme amuzante precum lumânarea „de 25 de wați” sau capcana „cu piese japoneze” folosită pentru prinderea șoriceilor, comic de nume (Richelieu devine Michelieu, Milady – Miaulady, Gasconia – Bastonia sau Castronia, gărzile cardinalului – zgărzile cardinalului) și comic de limbaj (remarcat în alterarea cuvintelor precum mișcare – mușcare sau în replici ca „Vedea-te-aș mănuși!” sau „Mă transfer la păsări de curte!”). Motanii și șoriceii lui Victor Antonescu erau, în opinia scriitorului George Anania (director adjunct al studioului Animafilm), mai complecși decât Tom și Jerry ai lui Hanna și Barbera, iar aventurile lor aveau un scop educativ.
Primele episoade au fost prezentate în noiembrie 1983 la Festivalul filmului de animație din județul Hunedoara, fiind vizionate de copii din orașele Deva, Hunedoara și Petroșani, care s-au amuzat privind aventurile șoriceilor mușchetari și au participat la unele jocuri propuse de regizorii veniți acolo (Tatiana Apahideanu, Victor Antonescu, George Sibianu). Lucrul la serial a continuat, iar un nou episod, intitulat „Miaulady”, a fost finalizat în ianuarie 1984, prilejuind apariția unei pisici șirete și intrigante. Primele cinci episoade („Lectura”, „Prădați”, „Întâlnirea”, „Somn agitat” și „Miaulady”) au fost proiectate la cea de-a doua ediție a „Zilelor filmului de animație”, organizate la sfârșitul lui iunie 1984 la gradina „Albatros” de la Mamaia. Un nou episod, intitulat „Complotul”, a fost realizat în septembrie 1984 și o avea ca protagonistă pe pisica Miaulady. Serialul era încă în lucru în august 1985, iar presa epocii consemna în octombrie 1986 că noi episoade erau în curs de filmare. Un episod nou intitulat „Asediul”, care constituia „o replică satirică la adresa unor mentalități greșite”, a apărut pe ecrane în noiembrie 1986. Realizarea serialului a fost încheiată abia în iunie 1987 cu episodul „Rivalii”, care a fost prezentat în premieră în cadrul Zilelor științei, tehnicii și culturii de la Turda, eveniment cunoscut sub denumirea de „Primăvara turdeană”. Întregul serial a fost proiectat în octombrie 1989 la Sala din Calea Victoriei a Teatrului Țăndărică din București.
Serialul, care era alcătuit din 12 episoade (sau, după altă sursă 13 episoade: „Lectura”, „Prădați”, „Întâlnirea”, „Somn agitat”, „Miaulady”, „Complotul”, „Compromiși”, „Dileme”, „Capcane”, „Șantaj”, „Asediul”, „Lupta navală” și „Rivalii”), a fost distribuit în cinematografele și la posturile de televiziune din numeroase țări (țări europene, U.R.S.S., S.U.A., Japonia, țări din America Latină și țări arabe). Ca urmare a faptului că serialul urma să fie vândut și difuzat în mai multe țări, titlul său a fost scris pe generic în limba română și în încă trei limbi de circulație mondială (franceză, engleză și spaniolă). Un jurnalist de la revista băcăuană Ateneu a remarcat însă că traducerea unor titluri în limba engleză era greșită: astfel, episodul „Somn agitat“ a fost tradus „The Tastelow Sleep” (o traducere aproximativă fiind „Somnul fără gust”), în loc de „The Restless Sleep”. Cererea la export a serialului a fost foarte mare, iar serialul s-a bucurat de un mare succes, fiind difuzat atât în cinematografe, cât și în cadrul programelor de televiziune.

### Lungmetrajul
Creatorii filmelor de animație românești au fost contaminați în acei ani, potrivit criticului Dinu-Ioan Nicula, de „patima lucrului pe bandă rulantă”, producând un număr mare de episoade care au fost transformate ulterior în lungmetraje prin reunirea lor într-un singur film. Transformarea serialelor de animație în lungmetraje era o practică obișnuită a studioului Animafilm în cursul anilor 1980 și urmărea distribuirea filmului în sălile de cinema pentru a obține încasări mai mari. Principala problemă a lungmetrajelor de acest tip a fost realizarea legăturilor între episoade pentru obținerea coeziunii și a continuității acțiunii, ceea ce aducea în dezbatere necesitatea construirii scenariului încă de la început și nu reconstrucția lui ulterioară prin intermediul unor artificii.
În mod similar serialelor de animație din anii 1980, succesul la public al serialului românesc Cei trei mușchetari a stat la baza ideii alcătuirii unui film de lungmetraj sau „spectacol cinematografic”, după cum l-a numit însuși regizorul. Lucrul cel mai greu a fost realizarea legăturilor între episoade, care funcționau ca povești de sine stătătoare, iar, după încercarea mai multor variante, a fost aleasă soluția inserării unui dialog paralel între personajele implicate în acțiune, ceea ce a făcut ca episoadele serialului să devină propriu-zis niște flashbackuri. Varianta finală a prevăzut ca personajele să-și comenteze singure propriile lor aventuri, comunicând între ele prin intermediul hornului unei case (muschetarii locuiesc la parter, iar familia cardinalului la etaj), într-un mod asemănător scenei din roman în care muschetarii surprind, prin hornul șemineului dintr-un han, discuția dintre cardinal și Milady.
Filmul de lung metraj a început să fie produs în anul 1987, la studiourile Animafilm din București, și conține peste 200 de decoruri desenate, o gamă de costume interesante și circa 150.000 de desene. Ținând cont că acetofanele au dimensiuni de 25/30 cm, prin însumarea desenelor realizate ar rezulta un pătrat cu latura de 106 metri sau o potecă lată de 30 cm care se întinde pe o lungime de 37,5 kilometri. Realizarea filmului se afla într-o fază destul de avansată în noiembrie 1987 și era recent încheiată în martie 1988.
Redactorul filmului de lung metraj a fost Ludmila Patlanjoglu. Secvențele au fost filmate de Mariana Iordan, sunetul a fost adăugat de ing. Erica Nemescu, iar montajul a fost realizat de Sonia Georgescu. Spre deosebire de serial, care nu avea dialoguri, Victor Antonescu a introdus dialoguri în lungmetraj pentru că publicul s-ar fi plictisit să urmărească timp de aproximativ o oră și jumătate un film mut, fără să audă nicio replică. Vocile personajelor animate au fost dublate de actori cunoscuți ca Dem Rădulescu, Rodica Tapalagă, Anda Călugăreanu, Virgil Ogășanu, Mariana Mihuț, Alexandru Arșinel, Mihai Mălaimare, Brândușa Zaița Silvestru, Valeria Ogășanu, Alexandrina Halic și Genoveva Preda, care au conferit farmec și umor verbal personajelor interpretate. Muzica tânărului compozitor Octav Firulescu însoțește aventurile personajelor și imprimă ritm acțiunii.

## Primire

### Lansare
Uimitoarele aventuri ale muschetarilor a avut premiera oficială în 11 aprilie 1988 la cinematograful „Scala” din București, fiind întâmpinat cu căldură de publicul spectator (preșcolari, școlari, pionieri). Premiera acestui film a reprezentat prima premieră cu statut de gală în cei aproape 25 de ani trecuți de la înființarea Studioului „Animafilm”. Patru lungmetraje de animație au avut premiera în România în anul 1988, ceea ce a reprezentat un record absolut: Uimitoarele aventuri ale muschetarilor, Temerarii de la scara doi, Novăceștii și Fiul stelelor.
Peripețiile șoriceilor muschetari ai lui Victor Antonescu s-au bucurat de mare succes în rândul publicului spectator din cinematografe, de la premiere sau din cadrul unor gale speciale și ecrane de vacanță. Serialul a fost bine primit de publicul spectator, după cum menționa criticul Dana Duma, care a participat afectiv la proiectarea primelor cinci episoade la cea de-a doua ediție a „Zilelor filmului de animație”, organizate la sfârșitul lui iunie 1984 la gradina „Albatros” de la Mamaia în prezența a aproape 2000 de spectatori, și continua să umple sălile de cinema chiar și doi ani mai târziu. Micii spectatori au râs în hohote la aventurile amuzante ale șoriceilor muschetari, consemna jurnalista Alice Mănoiu.
Adaptarea serialului într-un lungmetraj a avut, de asemenea, succes, iar Uimitoarele aventuri ale muschetarilor a fost vizionat de 855.767 spectatori în cinematografele din România, după cum atestă o situație a numărului de spectatori înregistrat de filmele românești de la data premierei și până la data de 31 decembrie 2014 alcătuită de Centrul Național al Cinematografiei. Lungmetrajul a fost difuzat în anul 1988 în numeroase cinematografe românești, precum și în anul 1989 (cinematografele bucureștene Doina și Pacea) și apoi după Revoluție în 1990 (cinematografele Lux din Sfântu Gheorghe și Unirea din Târgu Mureș), în decembrie 1998 (cinematograful bucureștean Favorit), decembrie 1999 (cinematografele bucureștene Favorit și Europa) și octombrie 2000 (cinematograful bucureștean Gloria). La fel ca și în cazul serialului, sălile de cinema au fost arhipline atunci când a fost proiectat lungmetrajul, răsunând, potrivit criticilor prezenți, de râsetele miilor de spectatori (preșcolari și școlari, în majoritate, dar și însoțitorii adulți ai acestora). Uimitoarele aventuri ale muschetarilor a fost vizionat, de asemenea, „în afara concursului”, la ediția a XI-a a Galei filmului pentru tineret de la Costinești, care a avut loc în august 1988, și a fost distribuit ulterior în mai multe țări, precum Republica Democrată Germană (unde a rulat începând din 20 octombrie 1989 sub titlul Die drei Mäuse-Musketiere) și Uniunea Sovietică (unde a avut premiera în mai 1990 și a fost difuzată sub titlul Potreasaiușcie prikliuceniia mîșketerov).

### Opinii critice
Aspectul cel mai important în cazul filmelor pentru copii este, în opinia Eugeniei Vodă, succesul la public, deoarece „un film pentru copii cu săli reci, dar cu succes de critică, ar fi un ridicol nonsens”. Reacția publicului spectator de vârste mici, care nu știe să mintă sau să ofere răspunsuri convenționale din politețe, furnizează astfel cel mai precis „diagnostic critic”, iar cronicarului de film îi revine doar sarcina de a reflecta obiectiv această reacție. Succesul la public al serialului Cei trei mușchetari a fost completat, prin urmare, de un succes critic, așa cum remarca Dana Duma într-un articol publicat în iulie 1986 în revista Cinema, în care scria că „sălile zguduite de rîsul și aplauzele micilor suporteri ai animației probează că Victor Antonescu nu s-a înșelat: dintr-o faimoasă carte de vacanța ca Cei trei mușchetari nu putea să iasă decât un îndrăgit film de vacanță” în care „verva parodică a autorului marchează aici, apogeul”.
Criticii epocii au evidențiat în cronicile lor personajele atractive, aventurile spectaculoase și umorul savuros. Farmecul personajelor a contribuit în mare măsură la succesul filmului, iar șoriceii muschetari nostimi au devenit cunoscuți și îndrăgiți de copiii români, aproape la fel de mult ca Mickey Mouse, Donald și Pluto, personajele lui Walt Disney. Scriind despre serial, Dana Duma menționa că taberele rivale erau reprezentate contrastant (șoriceii aflați în slujba dreptății inspirau simpatie, în timp ce pisicile erau creionate „ceva mai sarcastic”), că înfruntarea celor două tabere rivale se caracteriza prin „adevărate cascade de gaguri” și că regizorul amplifica viteza evenimentelor din carte și folosea uneori mașinării anacronice pentru a spori efectul comic. Părerile criticilor au fost, în mare măsură, entuziaste: astfel, Horia Pătrașcu considera că acest serial este o parodie „adorabilă”, Florica Ichim observa „pasiunea, inventivitatea și talentul” creatorilor și „simpatia stîrnită de personaje” și constata că „doar într-un episod, ca «Somn agitat», este atîta risipă de fantezie, ingeniozitate și umor, de gaguri bineconstruite și dozate încît se naște dorința de a vedea și celelalte episoade, dorință care nu apare cu mare ușurință în cazul altor serii”, în timp ce teatrologul Ludmila Patlanjoglu remarca inventivitatea comică a scenariului, animația dinamică și cele peste 200 de gaguri.
Prima recenzie a lungmetrajului a fost publicată în numărul din 21 aprilie 1988 al revistei România literară. Cu acel prilej, criticul Eugenia Vodă evidenția inventivitatea, dezinvoltura și umorul savuros al filmului și consemna că „Uimitoarele aventuri ale mușchetarilor îi cuceresc pe copii nu atît pentru că ar fi uimitoare și nici pentru că ar fi ale mușchetarilor, ci prin aderența inspirată la cîteva din «imperativele» filmului pentru copii: afecțiunea, bucuria, zburdălnicia, dar și sugestia unor nuclee de substanță dramatică (de pildă acuzația nedreaptă planînd asupra unor personaje lipsite de apărare), o întreagă strategie dramaturgică menită să dea satisfacție unei trăsături, zic specialiștii, definitorii pentru «psihologia copilului»: simțul profund al dreptății, alianța instinctivă cu cel slab”. În aceeași perioadă, scenaristul și criticul Horia Pătrașcu afirma „cu deplină convingere” într-un articol publicat în revista Flacăra că, în ciuda existenței unor momente în care acțiunea trenează și a unor distonanțe neplăcute ale vocilor actorilor cu restul benzii sonore, noul lungmetraj animat este „un film fermecător realizat cu un deosebit profesionalism”, care putea fi transpus cu succes pe benzi desenate și putea rivaliza cu producții cinematografice străine ca 101 dalmațieni și Parisul vesel.
Criticul Eva Sîrbu elogia acest film într-o recenzie publicată în revista Cinema, unde afirma următoarele: „Uimitoare — neuimitoare, aventurile se dovedesc, în primul rând, încîntătoare. Personajele au și personalitate șoriceii sunt isteți, motanii răi și nătăfleți, cîinii cinstiți, curajoși și drepți. Întîmplările sunt amuzante, gagul verbal ajută gagul vizual, tîlcul tinde spre morala folositoare. [...] Spațiul de joc este variat (peste 200 de decoruri), costumele sunt plăcute ochiului, animația (150 de mii de desene) este făcută cu mâna sigură. Muzica lui Octav Firulescu susține și întreține cu accente nostim-parodice de western atmosfera aventuroasă a filmului”. Câteva luni mai târziu, teatrologul Ludmila Patlanjoglu evidenția „fantezia parodică” a înfruntării șoriceilor cu pisicile și „lipsingul expresiv” al actorilor cunoscuți care „au dat farmec și relief eroilor” și preciza că realizarea acestui film a reprezentat „o experiență fertilă pentru potențialul creator al animatorilor noștri”. În fine, istoricul de film Călin Căliman l-a descris într-un articol publicat în ziarul Contemporanul drept „o amuzantă ecranizare parodică” și apoi, într-un număr ulterior al aceluiași ziar, drept un „film parodic” amuzant și spiritual.
Enciclopedia cinematografică germană Lexikon des internationalen Films descria astfel acest film: „Romanul de aventuri al lui Alexandre Dumas ca bază pentru un film de animație în care șoarecii îi reprezintă pe curajoșii muschetari, în timp ce pisicile se adună în jurul sinistrului cardinal Richelieu. În această variantă, lupta eternă dintre pisică și șoarece poate fi continuată prin alte mijloace. «Flashback-urile» încorporate într-un cadru narativ prezintă șase aventuri diferite.”.

## Premii
Serialul de animație Cei trei mușchetari, care a stat la baza lungmetrajului Uimitoarele aventuri ale muschetarilor, a fost distins cu mai multe premii atât naționale, cât și internaționale. Astfel, regizorul Victor Antonescu a obținut trei premii pentru film de animație ale Asociației Cineaștilor din România (ACIN): în 1983 pentru animația episodului „Somn agitat”, ex-aequo cu Radu Igazsag pentru filmul Fotografii de familie și Ion Truică pentru plastica filmului Hiroshima, în 1984 pentru episodul „Compromișii”, ex-aequo cu Dinu Petrescu pentru filmul Vijelia, Mihai Bădică pentru plastica filmului Galileo Galilei și Adrian Nicolae pentru animația filmului A.B.C... dar de ce?, și în 1985 pentru animația episodului „Capcane”, ex-aequo cu Nell Cobar pentru filmul Spinii trandafirului, Olimpiu Bandalac pentru filmul Podul, Adrian Petringenaru pentru plastica filmului Perpetua renaștere și Ion Truică pentru plastica filmului Ziua însângerată. În plus, serialul Cei trei mușchetari (episoadele „Lectura” și „Cearta”) a obținut, alături de scurtmetrajele Anotimpul fericit al lui Olimp Vărășteanu, Baladă pentru mărgica albastră a Luminiței Cazacu, Țara mea al Tatianei Apahideanu și Șorțulețul al lui Laurențiu Sîrbu, premiul Consiliului Național al Organizației Pionierilor pe anul 1983 în domeniul filmelor de animație.
Unele episoade precum „Somn agitat”, „Miaulady” sau „Asediul” au fost premiate la festivalurile de film de la Teheran, Berlin, Moscova, Piatra Neamț și București. Spre exemplu, episodul „Somn agitat” a câștigat premiul pentru regie la ediția a II-a a Galei filmului românesc pentru copii de la Piatra Neamț, care a avut loc în perioada 21–30 septembrie 1984, și premiul special la Festivalul Internațional de Film de la Teheran din 1987, episodul „Miaulady” a obținut o mențiune de onoare la Festivalul Internațional de Film de la Moscova din 1985, iar episodul „Asediul” a câștigat Marele premiu pentru desene animate la ediția a III-a a Galei filmului românesc pentru copii de la Piatra Neamț, care a avut loc în octombrie 1986, ex-aequo cu episodul „Reprezentația” al serialului Aventurile lui Pin-Pin al Luminiței Cazacu, și a fost prezentat în afara concursului la ediția a V-a a Festivalului mondial al filmului de animație de la Varna (3–5 octombrie 1987).

## Continuare
Succesul comercial al serialului și lungmetrajului i-a determinat pe conducătorii studiului Animafilm să-i propună regizorului să realizeze un nou serial de animație cu un subiect similar. Astfel, Victor Antonescu a început să lucreze din 1987 la un serial nou intitulat Noile aventuri ale muschetarilor. Au fost filmate patru episoade între anii 1987 și 1989, după care lucrul la serial a fost întrerupt ca urmare a problemelor financiare cu care s-a confruntat studioul după răsturnarea regimului comunist în urma Revoluției Române din decembrie 1989.

## Imagini

Cei trei muşchetari
Miaulady şi cardinalul